# Can Mas (Sant Feliu de Buixalleu)
Can Mas és una masia gòtica de Sant Feliu de Buixalleu (Selva) inclosa a l'Inventari del Patrimoni Arquitectònic de Catalunya.

## Descripció
Masia aïllada, situada a Sant Feliu de Buixalleu, molt a prop de l'ermita de Sant Romà.
L'edifici, de planta baixa i pis, està cobert per una teulada amb teula àrab.
A la planta baixa, la porta d'entrada en arc de mig punt format per dovelles de pedra i brancals de carreus de pedra. Al costat dret, hi ha una petita finestra en arc de llinda.
Al pis, hi ha tres finestres. La de l'esquerra en arc pla, la central en arc conopial i arquets, i la de la dreta en arc conopial.
Destaca un rellotge de sol a la façana.
A la part esquerra hi ha dependències agrícoles.

## Història
No es té cap mena de notícia històrica referent a la masia. L'únic element que serveix per a situar-la en el temps són les finestres, que pel seu estil goticitzant daten la casa cap al segle xvi.